# Михаило IX Палеолог
Михаило IX Палеолог (грч. Μιχαήλ Δούκας Ἄγγελος Κομνηνός Παλαιολόγος, Mikhaēl Doukas Angelos Komnēnos Palaiologos; 17. април 1277, Цариград — 20. октобар 1320) је био византијски цар и савладар свог оца (1294/1295 — 1320) из династије Палеолога.
Био је веома агилан и пожртвован војсковођа, али нажалост немоћан да се избори са непријатељима, тако да он, упркос борби са Турцима и жестоком отпору пред Каталанима, није успео да преокрене судбину царства.
Био је најстарији син византијског цара Андроника II и његове прве супруге Ане Арпад. Од стране свог деде је 1281. године проглашен за савладара, а крунисан је 21. маја 1294/1295. године као Михајло IX. Он је тада постао вођа храбре, али несрећне византијске војске у којој су скоро сви војници били плаћеници.
Човек беспрекорног морала и добар помоћник свом оцу, био је познат и као храбар и енергичан војник, спреман да се жртвује да би платио или охрабрио своје трупе; каталонски војни хроничар Рамон Мунтанер је о њему рекао: „Цар Михаило је био један од најхрабријих витезова на свету“. Упркос свом војном престижу, претрпео је неколико пораза, из нејасних разлога: неспособности команданта, жалосног стања византијске војске или једноставно лоше среће.
Тада почиње страховито напредовање Турака Османлија у Малој Азији, који су од 1300. године господари Анадолије, а од византијских градова опирала им се само Никеја, са Никомидијом, Брусом, Сардом, Филаделфијом, Магнесијом, Херклејом на Понту, Фокејом и Измиром. Цара Михајла IX је потом послао отац цар Андроник II да заустави ширење Турака, који су 1301. године осојили и Никомидију. Цар Михајло IX је, због слабости своје војске, страховито био потучен код Бафејона и Магнесије, још исте године.
Да би ојачао свој положај на тој страни Михајлов отац је у помоћ позвао Алане, који су требали, за узврат, да се населе у Царству. 10 000 њих су се, према договору, појавили са женама и децом. Њима је у Малој Азији командовао цар - савладар Михајло IX Палеолог, који је наскоро пре тога, 1302. године, именован за команданта у областима око Смирне. Алани су нажалост били поражени, па су морали напустити логор у Магнесији и повући се у Пергам, а касније у Пегај, где је цар - савладар Михајло IX остао до јануара 1303. године, због озбиљне болести, а када се вратио у Цариград морао је, 1304. године, кренути у рат против Бугара. Током овог повлачења Алани су се окренули против цара Михајла IX Палеолога и опљачкали су нека места.
Тада је та опасност постала јасна за све државнике у Цариграду. Цар Андроник II, да би с више изгледа одолевао Турцима, крајем 1303. године, узео у најам једну јаку дружину шпанских ратника, "Каталане" предвођене славним Руђером де Флором, који му је понудио помоћ и који је дотле служио као најамник у борбама између краљевства Сицилије и Напуља. Цар Андроник II је њих 6 500 унапред исплатио, па чак је Руђера, четири месеца касније, оженио својом сестричином Маријом Асен и доделио му титулу megas dux.
Почетком 1304. године Каталани су се пребацили на Кизик и затим кренули да разбију турску опсаду Филаделфије. Задавши Турцима судбоносни ударац, мега дукс Руђер је као победник ушао у ослобођени град. Та победа показује да је била потребна тек мала, али стварна војска да би се спасила ситуација. Каталани су пак били мач са две оштрице, посебно ако су чинили аутономно тело и тако су се магли сваког часа окренути против Царства, које није располагало никаквим средствима моћи и присиљавања. Након победе Каталани су почели са пљачкашким походима и довели у стање несигурности целу околину, како на копну, тако и на мору, будући да су имали и сукоба са Ромејима и са Турцима те су, на крају, уместо да ратују против Турака, опсели византијску Магнезију. Цариградска влада је осетила олакшање када је успела наговорити Каталане да се повуку у Европу. Зиму 1304/1305. године провели су на Галипољу, а с пролећа је требало да се врате у Малу Азију, али напетост између царске владе и Каталана постајала је све већа. у Цариграду је расло непријатељство према тим бахатим плаћеницима, а посебно је непријатељски према њима био расположен цар - савладар Михајло IX. Каталонци су пак били незадовољни нередовним плаћањем и искоришћавали су изостанак плате као изговор за своје испаде.
Пусти, недисциплиновани и острвљени крвљу, Каталани обрћу 1305. године, своје оружје против својих изнајмитеља и склапају савез са Турцима, истина не без византијске кривице, јер, не беху солидни у плаћању. Цар Андроник II је да би смирио Каталане, прогласио Руђера за цезара и тиме знатно угрозио свог сина цара - савладара Михајла IX, који је на једној априлској гозби у својој Адријанопољској палати, још исте године, убио цезара Руђера. Веровало се да се Византија ослободила тог финансијског терета, али најгоре је тек следило. Каталанци потом у јуну исте године побеђују хетерогену Михајлову војску у бици код тврђаве Апрос, па су и самог храброг цара Михајла IX ранили, који се спасао бегом у Димотику.
Озлојеђени Каталанци, се сада превозе у Европу, на Галипоље, које постаје њихова престолница, и после на Касандру, и почињу одатле пустошење суседних области. Тракија је пуне две године страховала од њих. Служили су једно време и једним делом и као најамници код Бугара, који су продрли у Тракију и освојили Месембрију и Анхијал. Византијска влада морала је признати пораз, па је са Бугарима склопила мир, 1307. године. У међувремену су Каталанци, након што су опустошили Тракију, прешли Родопе и угрозили Касандру. Одатле су наставили са својим дивљачким походима.
Од њихових насртаја био је, негде 1307. године, угрожен и манастир Хиландар, који је пожртвовано, с много напора, одбранио игуман Данило, чувени писац житија српских краљева и архиепископа, захваљујући добрим делом и помоћи коју му је послао српски краљ Милутин, у људству и новцу. Биограф Данилов пише како "тада није било могуће наћи ниједну стазу куд би се могло мирно проћи, него борбе и ратнике". Краљева помоћ уништила је један део пљачкаша, а други су се, после извесног времена, повукли у Тесалију.
Каталанци ипак нису били побеђени, јер су се они, 1308. године, усудили опсести Солун, али без већег успеха.
Након тог пораза цар Михајло IX је покушао поново зауставити продор Турака, али је поражен у бици код Магнезије 1310. године.
Михајлово здравствено стање, тешко је погодило дављење његовог другог сина Манојла 1319. године, па је умро, у својој 43. години живота, у Солуну 20. октобра 1320. године, и тако никад није постао самосталан византијски цар. Он је био први владар у историји Византије, који је умро пре свог оца. Историчар Јован Кантакузин бележи смрт са речима, да је Михајло умро млад.
У сећању Византинаца Михаило IX је остао „најпобожнији господар“ и „прави цар по имену и делима“.

## Рођење и ране године
Михаило IX је био најстарији син византијског цара Андроника II Палеолога и његове прве жене Ане, ћерке угарског краља Стефана V. Рођен је у подне на Ускршњу недељу (17. априла) 1277. године, што је народ препознао као чудо. Цар је волео свог прворођеног сина, што му је постало велика утеха после преране смрти његове вољене жене Ане 1281. године. Михаило IX је имао само једног млађег брата, Константина, који је рођен негде између 1278. и 1281. године.
Цар Андроник II је Михаила IX прогласио за цара непосредно пре смрти цара Михаила VIII 1282. године, а након што је његов син постао пунолетан, потврдио је његов ауторитет. Дана 21. маја 1294. године у храму Свете Софије, Михаила IX је крунисао цариградски патријарх Јован XII. У наредним годинама, цар Андроник II је поверио свом сину вођење ратова против унутрашњих и спољашњих непријатеља.

## Војна активност

### Сукоб код Магнезије (1302. године)
У рано пролеће 1302. године, цар - савладар Михаило IX Палеолог је извршио свој први поход на Османско царство, на шта је унапред био веома поносан, јер је дуго желео (како извештава историчар Георгије Пахимер) да добије прилику да се докаже у борби. Под његовом командом сакупљено је до 16.000 војника, од којих је 10.000 био одред плаћеника Алана; ови су, међутим, лоше обављали своју дужност и подједнако су пљачкали и турско и грчко становништво. Цар Михаило IX Палеолог је логоровао у тврђави Магнезији у Малој Азији (данашња Маниса, Турска), недалеко од Смирне, где се у античко доба водила велика битка између Римске републике и Селеукидског царства. Видећи низак морал свог народа, цар - савладар Михаило IX се није усуђивао да први започне битку, пошто су Турци успели да заузму све повољне положаје — врхове околних планина и заклоне у шумама — и већ при првом судару би лако одбили налет грчке пешадије и лаке аланске коњице. Други разлог зашто је млади цар Михаило IX дао својим непријатељима прилику да први нападну били су проблеми у његовој сопственој војсци. Својеврсни плаћеници нису хтели да изврше његова наређења, а према Нићифору Григори:
"...често су без икаквог наређења излазили на плен и сами су опустошили римске поседе чак и више од очигледних непријатеља".
У међувремену, Турци су изабрали тренутак и сишли са планина. Цар - савладар Михаило IX Палеолог је наредио да се спреме за битку, али га нико није слушао — плахи војници нису хтели да започну битку и размишљали су само о бекству, како се присећа Нићифор Григора:
"Наши нису чекали први напад непријатеља и, повукавши се одатле, ишли су тихим кораком, имајући у позадини варваре, који су их пратили и логоровали у најближој удаљености од њих. Наши нису ни видели колики је број душмана; десио им се кукавичлук, шта бива с пијаницама: пијанице не виде шта је у ствари, већ замишљају да је нешто друго... Пре него што непријатељи стигну да их нападну, они сами већ беже од свог кукавичлука... Цар, видећи да су Масагети (односно Алани) побегли и да са малим бројем војника не могу да се одупру варварима, затворио се у најтврђу тврђаву, Магнезију, и ограничио се само на посматрање како ће се то завршити. Масагете стижу до самог Хелеспонта, пустошећи сва поља хришћана, а одатле се селе у Европу".
После пораза и кратког боравка у тврђави Магнезији, цар Михаило IX Палеолог се повукао у Пергам, а затим отишао у Адрамитијум, где је дочекао Нову 1303. годину, а до лета је био у граду Кизику. Он и даље није одустајао од покушаја да окупи нову војску која би заменила распаднуту стару и побољшала стање. Али у то време Турци су већ заузели област дуж доњег тока реке Сангариос и поразили другу грчку војску у граду Бафеју, близу Никомедије (27. јула 1302. године). Свима је постајало јасно да су Византинци изгубили рат. Поврх свега, цар - савладар Михаило IX се тешко разболео; стигавши до Пегајске тврђаве, није могао да настави и пао је у постељу. Многи су сматрали да су му дани одбројани; умирући, тужно је посматрао како освајачи деле византијске земље које су заузели до саме обале Егејског мора. Годину дана касније, турски командант Ајдин заузео је град Ефес (24. октобра 1304. године) и, накратко, острво Родос.
Цар - савладар Михаило IX Палеолог је био болестан током последњих месеци 1303. године. Његово здравље се опоравило тек јануара 1304. године, тако да је коначно могао да напусти тврђаву и врати се у Цариград са својом женом царицом Ритом, која је, сазнавши за његову болест, пожурила у Пегај и била предано уз свог мужа током целе његове болести

### Битка код Скафиде (1304. године)
Током 1303–1304. године, бугарски цар Теодор Светослав Тертер извршио је инвазију на источну Тракију. Цар - савладар Михаило IX је у то време био ангажован у рату са побуњеном каталонском компанијом (види доле), чији је вођа, цезар Роже де Флор, одбио да се бори против Бугара ако му цар Михаило IX Палеолог и његов отац цар Андроник II не плате договорену суму новца. Да би спречио уједињење Каталонаца и Бугара, Цар - савладар Михаило IX Палеолог је морао да се супротстави Канталонцима, поделивши власт над војском са искусним командантом Михаелом Главасом, који се, међутим, у одлучујућој битци тешко разболео и био уклоњен из војних послова. У то време Бугари су већ успели да освоје тврђаве Копсис, Крин, Меглиј, Вереја, Дијавена, Ихера, Мокрен, Сливен, Сотир, Пиргцион, Диампол, Ктенија, Дебелт, Русокастро, Лардеа, Маркели, Ајтос, Месембрија, Анхијал, Пиргос, Аполонија и Ахтопољ, дуж јужне обале Црног мора. Међутим, каснији догађаји су у почетку били повољни за Византијско царство.
Цар - савладар Михаило IX је поразио непријатеље у неколико окршаја, након чега су му се без борбе предале многе тврђаве које су заузели Бугари. Његови успеси су оставили утисак у Цариграду, где је патријарх Атанасије I, током беседе, изрекао похвалну реч о цару Михаилу IX Палеологу и његовим победама. Постоји и панегирик у коме непознати песник велича победе византијске војске у то време.
У рану јесен 1304. године, Византинци су извршили контранапад и две војске су се сусреле код реке Скафида. На почетку битке, цар Михаило IX, који се храбро борио у првом плану, имао је предност над непријатељем. Натерао је Бугаре да се повуку путем за Аполонију, али није успео да задржи своје војнике загрејане у потери. Између Византинаца и Бугара који су бежали била је дубока и веома бурна река Скафида, са јединим мостом преко, којег су Бугари оштетили пре битке. Када су византијски војници у великој гомили покушали да пређу мост, он се срушио. Многи војници су се удавили, остали су почели да паниче. У том тренутку Бугари су се вратили на мост и решили исход битке, отимајући победу од непријатеља.
Неколико стотина Византинаца је било заробљено. Да би откупили заробљенике и регрутовали нову војску, цар Андроник II Палеолог и његов син цар - савладар Михаило IX Палеолог били су приморани да продају сопствени накит. Са различитим успехом, непријатељства су настављена још неколико година све до 1307. године, када је закључен мир који је био очигледно неповољан за Византијско царство, који је остао наредних 15 година; у склопу споразума, цар - савладар Михаило IX је морао да уда своју ћерку Теодору за бугарског цара Теодора Светослава, свог успешног непријатеља.

### Битка код Апроса (1305. године)
У пролеће 1305. године цар Михаило IX Палеолог је, по очевим упутствима, водио преговоре у Адријанопољу са побуњеним каталонским кондотјером цезаром Рожером де Флором. Према Нићифору Григори, цезар Роџер је покушао да игра непоштену игру: пљачкао је грчка насеља, старао се да добије у власништво читаву Анадолију са острвима и приходима са правом да дели феуде својим вазалима и одржава личну војску, и захтевао од византијских царева плату за своје војнике у износу од 100.000 злата и изнудио још 300.000. (Поређења ради: током „Рата два Андроника“ Андронику Млађем је било потребно само 45.000 злата за одржавање своје војске):
"...оставивши остале војнике у Галипољској тврђави, са још 200 других, изабраних, [одлучио] да оде до цара Михаила, који је тада био са војском у Тракији, и захтева од њега годишњу плату која му припада за његову пратњу, а ако треба, онда и прете му. Када је то урадио, цар се разбуктао од гнева, који се, међутим, већ дуго скривао у Роџеровој души, и војници који су опколили Цара у великом броју, вукући мачеве, одмах су посекли Роџера и заједно са њим, неке од његових пратилаца, у близини царског седишта. Али већина њих је побегла и пожурила да о инциденту обавести Каталонце који су били у Галипољу".
Према другим изворима, каталонске кондотјере је подмукло убио у једној палати у Адријанопољу током ноћног опијања са византијским командантима један алански тинејџер по имену Хиркон, чијег је оца убио Роже де Флор неколико недеља раније. Рамон Мунтанер, за разлику од Нићифора Григоре, говори само о тројици Каталонаца који су преживели и именује их поименично, додајући да је цар - савладар Михаило IX Палеолог пре масакра завидео цезару Роџеру де Флору због његових импресивних победа над Турцима. Познато је и да су цар - савладар Михаило IX и цезар Роже де Флор били у међусобном сукобу: тако је де цезар Роже де Флор далеке 1303. године са својим људима стигао у Пегаје, где је био болесни цар- савладар Михаило IX, али је наредио да се Каталонци не пусте у тврђаву. и одбили су да приме њиховог вођу. Нејасно је, међутим, да ли је за убиство крив цар Михаило IX, или се све догодило спонтано и без припреме. У прилог овом другом ишла је чињеница да су Каталонци и Византинци пили скоро целу недељу пре него што се десио кобни инцидент (30. априла 1305. године). Међутим, за неколико хиљада гневних Каталонаца који су остали у Галипољу, детаљи масакра нису били важни. Њихове нове вође, „мегадукс“ Беренгер VI де Ентенца и храбри ратник Бернат де Рокафор, као монарси независне силе, послали су поносно посланство у Цариград са објавом рата, како је захтевао витешки бонтон. Цар Андроник II Палеолог, који није желео рат, морао је да се оправдава пред двојицом трагача за славом и тражећи од њих да верују да цезар Роже де Флор није убијен по његовом наређењу. Али његови противници нису хтели ништа да слушају. 5.000 Каталонаца, љутих на Византинце, ујединило се са турским одредом од 500 ратника, утврђени у Галипољу, одмах су посекли све грчке грађане, и почеше да јуришају на Тракију, пљачкајући је даноноћно. Рокафорт је заузео тврђаве Родосто и Панидо: њихово становништво је побијено или продато у ропство. У Галипољу су се населиле и друге вође најамника — Рамон Мунтанер, будући историограф „великог похода“, и Фернандо Хименез, који је касније са својим одредом прешао на страну Византинаца. Пошто се њихова дрскост у то време чинила потпуно неподношљивом, цар - савладар Михаило IX, узевши све трачке и македонске пукове, аланску помоћну коњицу и додајући им још око 1.000 Туркопола (крштених Турака), на челу са њиховим командантом Мелехом, пришао је у тврђаву Апрос (стара тврђава Теодосиопољ), равницу источно од тврђаве је заузео непријатељ. Укупно, под његовим вођством, сакупљено је око 14.000 војника (према другим изворима 40.000) против 5 или 6.000 Каталонаца и неколико стотина Турака:
"Неколико дана касније, неки од извиђача су дошли са вестима да су непријатељи близу. Цар је устао и наредио војсци да се наоружа, а вођама и командантима да се построје и припреме за борбене фаланге са својим најближим заповедницима. Видевши да су се непријатељи постројили у три фаланге, и сами су учинили исто. Туркопољци са Масагетима (Аланима) чинили су лево крило, на десном су били одабрани коњаници од Трачана и Македонаца, а у средини остатак, веома велики део коњице, заједно са пешадијом. Цар је, кружећи по редовима, подстицао војнике да храбро нападну. Са изласком сунца, непријатељи су изашли и постројили се насупрот, са Турцима на оба крила, а каталонским тешко наоружаним фалангама у средини због њихове тромости".
Али чим је дат знак за битку, Каталонци су јурнули у битку уз поклич „Арагон! Арагон! Свети Ђорђе!“, пошто се поновио незаборавни пораз код Магнезије. Туркопољци и Алани су изненада напустили бојно поље. Такво изненађење је одузело Византијцима сву храброст. Цар Михаило IX Палеолог, видевши да су редови његових војника помешани, са сузама се окренуо према њима, молећи их да чврсто стоје. Али они га уопште нису послушали и појурили су да беже не осврћући се. Уз цара је остало свега стотинак витезова. Већи део пешадије је тешко потучен од стране Каталонаца, који су пожурили да прогоне Византинце.
Усред такве очајне ситуације, цар Михаило IX се носио са великом храброшћу:
Видевши да су ствари дошле у очајну ситуацију и да је већина пешадије немилосрдно посечена и згажена, цар је у овом тренутку нашао за сасвим пристојно да се не штеди за своје поданике и, похрливши у очигледну опасност, осрамотивши тако издајничке војнике. Стога је, окренувши се онима око себе (било их је врло мало), рекао: "Господо! Сада је време када је смрт боља од живота, а живот гори од смрти". Рекавши то и призвавши божанску помоћ, он јурну са њима на непријатеље и убија неке од њих који су му дошли под руку, цепа фалангу и тиме изазива велику пометњу у непријатељској војсци. Стреле су падале на њега као и на коња, али је остао нетакнут. Када му је коњ пао, нашао се у опасности да буде окружен непријатељима, а можда би и до те несреће дошло да неко од оних који су били са њим, из љубави према свом владару, није жртвовао свој живот за њега. , дајући му свог коња. Тиме је цар спашен од опасности која је већ била над њим; а онај који му је дао свог коња пао је под непријатељске коње и изгубио живот.
Цар Михаило IX се повукао у Дидимотику, где се састао са царем Андроником II, који је свом сину изрекао дуг и строг укор, пошто се непотребно изложио смртној опасности. Истовремено, цар - савладар Михаило IXПалеолог је постао предмет бруталних напада своје маћехе царице Ирине (рођене Јоланде од Монферата), која га је мрзела, пошто је био наследник на штету њених синова. Што се тиче победоносних Каталонаца, наредне две године слободно су пљачкали Тракију, затим опустошили Македонију и, коначно, отишли да траже славу у Тесалији и средњој Грчкој.
Ни стање ствари у Азији, где су Турци успели да пресеку линију комуникације између Никомедије и Никеје (1307. године), није било најбоље.

### Турска тврђава (1314. године)
Након што су Каталонци отишли 1314. године, Тракију су, заузврат, почели пустошити Турци Османлије. Својевремено су пратили Каталонце, који су огњем и мачем пустошили Македонију и Средњу Грчку, а онда се са својим делом плена враћали кући. Турци су тражили дозволу да прођу кроз византијске крајеве, што им је било дозвољено, али је цар Андроник II, задивљен количином плена и малобројношћу Турака, одлучио, не престајући да прича о пријатељству и савезу, да их изненада удари и узме сав плен. План је пропао због немара византијских генерала, који су деловали сувише споро и отворено. Турци су, када су откривене намере Византинаца, без оклевања напали најближу тврђаву, утврдили је и, добивши помоћ из Азије, почели да пљачкају земљу.
Цар Михаило IX је морао да окупи војску (сакупили су све што су могли, укључујући и обичне сељаке који су чинили већину византијске војске) и да опсаде тврђаву. Византинци су били уверени у свој успех, јер су далеко надмашили своје непријатеље: Турци су имали само 1300 коњаника и 800 пешака, али чим су се појавили турски коњаници, предвођени њиховим поглаваром по имену Халил, сељаци су изненада побегли. Тада се, мало по мало, и остали византијски војници разилазе. Када је цар Михаило IX Палеолог покушао да доведе војску у ред, апсолутно нико није могао да га саслуша. У очајању и он сам, у сузама, побеже, дрхтећи од немоћног беса и мислећи "да је све то јасна казна Божија за старе и нове грехе". Противници су заробили многе византијске великаше, царску ризницу, круну (тзв. "калипру") и шатор; ругајући се пораженом цару турски поглавица Халил ставио је на своју главу круну византијског василвса.
Млади талентовани војсковођа Фил Палеолог је спасао ситуацију, тражећи од царева дозволу да самостално регрутује трупе и команданте за борбу против Турака. Одабравши мали одред најспремнијих и најхрабријих, Фил, ратник слаб телом али јак духом, у близини реке Ксирогипс успешно је уништио 1.200 Османлија који су се враћали у тврђаву са пленом и грчким заробљеницима, а по доласку појачања од Ђеновљана који су савезници Цариграда уз мале губитке приморали тврђаву на предају.

### Цар - савладар Михаило IX као неуспешан командант
Алански, турски, каталонски, српски одреди најамника и повремено прости сељачки одреди били су једини ратници на чијем челу је цар - савладар Михаило IX Палеолог морао да одбије непријатеља. Чињеница је да је војна организација Византијског царства до тада заправо уништена након иницијатива које је спровео цар Андроник II.
Цар Андроник II Палеолог, чисто цивилни човек, сматрао је неразумно скупим (узимајући у обзир осиромашење благајне) и несврсисходним (узимајући у обзир веома смањено царство у границама) одржавање регуларне националне војске. У теорији, њеном улогом могао би да се носи професионални одред плаћеника, који је (опет у теорији) био много јефтинији за одржавање. Цар Андроник II и његови саветници нису се ограничили на пуке аргументе. Њихове сопствене оружане снаге су убрзо распуштене, а уместо њих најамницима је поверено да чувају границе Византијског царства. Али команданти нису били у стању да обуздају кукавичлук, похлепу и бунтовност код својих нових војника, који су се у великом броју случајева претворили у отворену побуну и непослушност, што је снажно доводило у питање способност царства да одбије непријатеље и на крају довело до његовог уништења.
Послушан свом оцу, цар - савладар Михаило IX се испоставило да није особа која би могла радикално да промени постојећи систем и извојује победе, командујући сељачким одредом и вишеплеменском најамничком руљом, са којом чак и изванредни командант тешко може да се носи и постигне много. Занимљиво је да је Фил Палеолог, једини византијски војсковођа који је остварио победу под царем - савладаром Михаилом IX Палеологом, почео потпуним одбијањем да се обрачуна са најамницима и сељачким „ратницима“. Према томе, тешко да је цар Михаило IX био крив за сопствене војне неуспехе: они су, чини се, природна последица самоубилачких војних трансформација извршених у Византијском царству у то време.

## Породично стабло
|  |                                  |  |  |  |  |  |  |  |  |  |  |  |  |  |  |  |
|  | 16. Алексије Дука Палеолог       |  |  |  |  |  |  |  |  |  |  |  |  |  |  |  |
|  |                                  |  |  |  |  |  |  |  |  |  |  |  |  |  |  |  |
|  |                                  |  |  |  |  |  |  |  |  |  |  |  |  |  |  |  |
|  | 8. Андроник Дука Комнин Палеолог |  |  |  |  |  |  |  |  |  |  |  |  |  |  |  |
|  |                                  |  |  |  |  |  |  |  |  |  |  |  |  |  |  |  |
|  |                                  |  |  |  |  |  |  |  |  |  |  |  |  |  |  |  |
|  | 17. Ирина Комнина                |  |  |  |  |  |  |  |  |  |  |  |  |  |  |  |
|  |                                  |  |  |  |  |  |  |  |  |  |  |  |  |  |  |  |
|  |                                  |  |  |  |  |  |  |  |  |  |  |  |  |  |  |  |
|  | 4. Михајло VIII Палеолог         |  |  |  |  |  |  |  |  |  |  |  |  |  |  |  |
|  |                                  |  |  |  |  |  |  |  |  |  |  |  |  |  |  |  |
|  |                                  |  |  |  |  |  |  |  |  |  |  |  |  |  |  |  |
|  | 18. Алексије Комнин Палеолог     |  |  |  |  |  |  |  |  |  |  |  |  |  |  |  |
|  |                                  |  |  |  |  |  |  |  |  |  |  |  |  |  |  |  |
|  |                                  |  |  |  |  |  |  |  |  |  |  |  |  |  |  |  |
|  | 9. Теодора Анђелина Палеологина  |  |  |  |  |  |  |  |  |  |  |  |  |  |  |  |
|  |                                  |  |  |  |  |  |  |  |  |  |  |  |  |  |  |  |
|  |                                  |  |  |  |  |  |  |  |  |  |  |  |  |  |  |  |
|  | 19. Ирина Комнина Анђелина       |  |  |  |  |  |  |  |  |  |  |  |  |  |  |  |
|  |                                  |  |  |  |  |  |  |  |  |  |  |  |  |  |  |  |
|  |                                  |  |  |  |  |  |  |  |  |  |  |  |  |  |  |  |
|  | 2. Андроник II Палеолог          |  |  |  |  |  |  |  |  |  |  |  |  |  |  |  |
|  |                                  |  |  |  |  |  |  |  |  |  |  |  |  |  |  |  |
|  |                                  |  |  |  |  |  |  |  |  |  |  |  |  |  |  |  |
|  | 20. Исак Дука Ватац              |  |  |  |  |  |  |  |  |  |  |  |  |  |  |  |
|  |                                  |  |  |  |  |  |  |  |  |  |  |  |  |  |  |  |
|  |                                  |  |  |  |  |  |  |  |  |  |  |  |  |  |  |  |
|  | 10. Јован Дука Ватац             |  |  |  |  |  |  |  |  |  |  |  |  |  |  |  |
|  |                                  |  |  |  |  |  |  |  |  |  |  |  |  |  |  |  |
|  |                                  |  |  |  |  |  |  |  |  |  |  |  |  |  |  |  |
|  | 5. Теодора Дукина Ватацина       |  |  |  |  |  |  |  |  |  |  |  |  |  |  |  |
|  |                                  |  |  |  |  |  |  |  |  |  |  |  |  |  |  |  |
|  |                                  |  |  |  |  |  |  |  |  |  |  |  |  |  |  |  |
|  | 22. Јован Комнин Анђео           |  |  |  |  |  |  |  |  |  |  |  |  |  |  |  |
|  |                                  |  |  |  |  |  |  |  |  |  |  |  |  |  |  |  |
|  |                                  |  |  |  |  |  |  |  |  |  |  |  |  |  |  |  |
|  | 11. Евдокија Ангелина            |  |  |  |  |  |  |  |  |  |  |  |  |  |  |  |
|  |                                  |  |  |  |  |  |  |  |  |  |  |  |  |  |  |  |
|  |                                  |  |  |  |  |  |  |  |  |  |  |  |  |  |  |  |
|  | 1. Михајло IX Палеолог           |  |  |  |  |  |  |  |  |  |  |  |  |  |  |  |
|  |                                  |  |  |  |  |  |  |  |  |  |  |  |  |  |  |  |
|  |                                  |  |  |  |  |  |  |  |  |  |  |  |  |  |  |  |
|  | 24. Андрија II Арпадовић         |  |  |  |  |  |  |  |  |  |  |  |  |  |  |  |
|  |                                  |  |  |  |  |  |  |  |  |  |  |  |  |  |  |  |
|  |                                  |  |  |  |  |  |  |  |  |  |  |  |  |  |  |  |
|  | 12. Бела IV                      |  |  |  |  |  |  |  |  |  |  |  |  |  |  |  |
|  |                                  |  |  |  |  |  |  |  |  |  |  |  |  |  |  |  |
|  |                                  |  |  |  |  |  |  |  |  |  |  |  |  |  |  |  |
|  | 25. Гертруда Меранска            |  |  |  |  |  |  |  |  |  |  |  |  |  |  |  |
|  |                                  |  |  |  |  |  |  |  |  |  |  |  |  |  |  |  |
|  |                                  |  |  |  |  |  |  |  |  |  |  |  |  |  |  |  |
|  | 6. Стефан V Угарски              |  |  |  |  |  |  |  |  |  |  |  |  |  |  |  |
|  |                                  |  |  |  |  |  |  |  |  |  |  |  |  |  |  |  |
|  |                                  |  |  |  |  |  |  |  |  |  |  |  |  |  |  |  |
|  | 26. Теодор I Ласкарис            |  |  |  |  |  |  |  |  |  |  |  |  |  |  |  |
|  |                                  |  |  |  |  |  |  |  |  |  |  |  |  |  |  |  |
|  |                                  |  |  |  |  |  |  |  |  |  |  |  |  |  |  |  |
|  | 13. Марија Ласкарис              |  |  |  |  |  |  |  |  |  |  |  |  |  |  |  |
|  |                                  |  |  |  |  |  |  |  |  |  |  |  |  |  |  |  |
|  |                                  |  |  |  |  |  |  |  |  |  |  |  |  |  |  |  |
|  | 27. Ана Анђелина Комнина         |  |  |  |  |  |  |  |  |  |  |  |  |  |  |  |
|  |                                  |  |  |  |  |  |  |  |  |  |  |  |  |  |  |  |
|  |                                  |  |  |  |  |  |  |  |  |  |  |  |  |  |  |  |
|  | 3. Ана Угарска                   |  |  |  |  |  |  |  |  |  |  |  |  |  |  |  |
|  |                                  |  |  |  |  |  |  |  |  |  |  |  |  |  |  |  |
|  |                                  |  |  |  |  |  |  |  |  |  |  |  |  |  |  |  |
|  | 7. Јелисавета Куманка            |  |  |  |  |  |  |  |  |  |  |  |  |  |  |  |
|  |                                  |  |  |  |  |  |  |  |  |  |  |  |  |  |  |  |
|  |                                  |  |  |  |  |  |  |  |  |  |  |  |  |  |  |  |

## Приватан живот
Михајло  је 1288. године, верен са Катарином I Куртене, која је као латинска царица претендовала на престо у Цариграду. Ово је била политичка веридба, јер би се тако Византија ослободила Латина, али брак није дозволио папа, па је веридба раскинута и Михајло IX се оженио Ритом, јерменском принцезом, 16. јануара 1295. године. Његова супруга је у Византији била позната као Марија Ксенија.

### Веридбе и брак. Деца
Године 1288. цар Михаило IX Палеолог је био верен са Катарином I од Куртенеа, титуларном латинском царицом Цариграда. Брак је предложио цар Андроник II у нади да ће умањити претњу од обнављања моћи Латина у Византијском царству и измирити се и са Светом столицом и са европским монарсима, који су уплашили Цариград новим крсташким походом; међутим, након неколико година бескорисних преговора и одлучног приговора француског краља, намерна заједница је напуштена 1295. године, када је цар - савладар Михаило IX већ био ожењен.
Поред царице Катарине I Куртене, цар Андроник II Палеолог је разматрао и низ других могућих невеста за свог најстаријег сина: предлоге за брак из Константинопоља ишле су на сицилијанске и кипарске дворове. Некада су сви мислили да ће цар - савладар Михаило IX Палеолог постати муж Јоланде од Арагона (сестре краља Фридриха III од Сицилије), али то такође није било суђено. Поред тога, Нићифор I Комнин Дука, епирски деспот, предложио је своју ћерку Тамару за невесту за цара - савладара Михаила IX, али ствар није ишла даље од речи.
Најзад, цар Андроник II Палеолог је послао посланство Лаву II, краљу Јерменије; иако су дипломате ухватили гусари, цара то није одвратило, и врло брзо је послао нову мисију посланства, коју су предводили Теодор Метохит и патријарх Јован XII, да затражи руку јерменске принцезе Рите. Посланици су се вратили са младом принцезом, а по повратку у Цариград, 16. јануара 1294. године, у храму Свете Софије, брак између цара - савладара Михаила IX и Рите (на венчању је преименован у Марију). Тада и младожења и млада имају 16 година. Имали су четворо деце, два сина и две ћерке:
Са царицом Ритом - Маријом Палеолог је цар - савладар Михајло IX Палеолог  имао четворо деце. То су:
- Андроник III Палеолог, (25. март 1297. - 15. јун 1341. године,постао је цар након што је свргнуо свог деду цара Андроника II са престола 1328. године.[37] ;
- Манојло Палеолог (* после 1298. године). Убили су га војници његовог старијег брата, који су га наводно сматрали ривалом због наклоности девојке којој се удварао млади Андроник III.[38][39];
- Ана Палеологина († 1320. године), била је удавана због Михајлових политичких циљева; Удала се прво 1307. године, за Тому I Комнина Дуку, деспота Епира,[40] а затим 1318. године, за Николу Орсинија, грофа Палатина од Кефалоније и Закинта и деспота Епира.[36][41]
- Теодора (Ана) Палеологина († после 1330), која се удала прво 1308. године, за бугарског цара Теодора Светослава Тертера, а затим 1324. године, за бугарског цара Михаила III Шишмана.[36][42]

### Односи са маћехом
Након смрти своје прве жене Ане од Угарске 1281. године, цар Андроник II је ступио у нови брак 1284. године, изабравши за жену десетогодишњу Јоланду од Монтферата, која је након венчања преименована у Ирина [Ирена] (као што је уобичајено за стране принцезе са чудним именима на византијски начин); цар - савладар Михаило IX и његов брат Константин били су само неколико година млађи од своје маћехе. Како се касније испоставило, ова девојка је постала амбициозна и интригантна жена. У браку цара Андроника II Палеолога и царице Ирина Алерамичи рођено је седморо деце, од којих је преживело само четворо, три сина — Јована Палеолога (рођен 1286. године), Теодор Палеолог (рођен 1291. године) и Димитрије Палеолог (рођен 1297. године), — и ћерку Симониду Палеолог (рођена 1294. године), потоња супруга српског краља Стефана Уроша II Милутина Немањића —, па јој се није свидела могућност да њен посинак цар - савладар Михаило IX, на уштрб интереса њене деце, наследи цело Царство после очеве смрти. Временом, царицу Ирину Алерамичи Палеолог је обузела дубока мржња према свом посинку и опсесивна жеља да своју децу доведе на трон:
"Царица... није престала, дању и ноћу сама, да му досађује [то јест цару Андронику II], тако да учини једно од две могућности: или да цару Михаилу одузме царску власт и поделио је између њених синова, или да сваком од њих да посебан део и додели посебан део њихове власти. Када је цар рекао да је немогуће прекршити законе државе које су завештали и одобравали вековима, царица се љутила и нервирала свог мужа на различите начине: жудела је и говорила да не жели да живи ако јесте. није видела царске знаке на својим синовима током свог живота; онда се претварала да не мисли на своју децу, и држала се неприступачном, као да мами свог супружника да купи њене чари по цену испуњавања својих ставова у односу на своје синове. Пошто се то често дешавало...Цар је коначно изгубио стрпљење...закључно, мрзео је сам њен кревет..."
После једне од свађа са мужем, царица Ирина Палеолог је са синовима морала да напусти Цариград и да се повуче у Солун. Сукоб између царице Ирине Монфератске и цара - савладара Михаила IX окончан је тек после смрти царице 1317. године, која је, међутим, пре своје смрти имала времена да се осрамоти и прослави својим недостојним понашањем, попут покушаја да „прљаво рубље у јавности пере“ и исприча интимне и срамне детаље свог брачног живота свима које је срела.

## Смрт
У октобру 1319. године, цара Михаила IX је његов отац именовао да управља Солуном, где је, према Нићифору Григори, морао да покуша да прекине непријатељство између Тесалаца и Пелазга, које је трајало много година. Понизно је прихватио очеву вољу и заједно са супругом царицом Ритом-Маријом отишао да живи у овом граду, упркос тада познатом пророчанству по коме је цару - савладару Михаилу IX било суђено да умре у Солуну, а које је, како су чули, јако га је забринуло.
Цар Михаило IX Палеолог је умро 12. октобра 1320. године, у граду Солуну; наводно је узрок његове смрти био зато што није могао да поднесе вести о узастопним упокојењима његове ћерке деспине Ане Орсни и сина деспота Манојла, којег су грешком убили војници његовог старијег брата Андроника III:
"Када је деспот Манојло умро од задобијене ране, а глас о томе је стигао до цара Михаила, који је живео у Солуну; онда — шта рећи? — погодила му је срце дубље од сваке стреле, тако да је, потиснут опсесивним мислима о несрећној авантури, подлегао страшној болести, која га је, после мало, одвела у гроб".
Према византијском хроничару чије име данас није познато, цар - савладар Михаило IX Палеолог је сахрањен на истом месту где је и умро — у Солуну.

## Цар - савладар Михаило IX и Црква
Цар Михаило IX био је познат и по својој побожности и привржености Цркви. У последњем периоду свог живота у Солуну, наредио је да се обнови Хагиос Димитриос (црква посвећена Светом Димитрију, заштитнику Солуна) након што су је Нормани скоро потпуно уништили 1185. године. Посебно, под његовим вођством, префарбани су сводови, направљен кров и обновљени стубови храма.
Током година, издао је велики број црквених декрета — познатих као хрисовуља (Златни печат)—. Највеће интересовање су његова хрисовуља манастира Ивирон (1310. године) и манастира Хиландар (март 1305. године) — које су до тада опљачкали Каталонци после незаборавног пораза код Апроса — и манастир Бронтохион (новембар 1318. године). Према овим документима, монаси ових манастира били су ослобођени многих дажбина и пореза, укључујући испоруку хране и пића држави. У хрисовуљи манастира Ивирон, цар Михаило IX Палеолог је дефинисао своју улогу у земљи и друштву као „Светац заштитник поданика у интересу општег добра“.